# Simulium malukuense
Simulium malukuense är en tvåvingeart som beskrevs av Takaoka 2003. Simulium malukuense ingår i släktet Simulium och familjen knott. Inga underarter finns listade i Catalogue of Life.